# Mario & Luigi: Zusammen durch die Zeit
Mario & Luigi: Zusammen durch die Zeit (jap. マリオ&ルイージRPG2×2, Hepburn: Mario ando Ruīji Aru Pī Jī Tsū bai Tsū) ist ein Computerrollenspiel, das von AlphaDream entwickelt und von Nintendo am 28. November 2005 in Nordamerika, am 29. Dezember 2005 in Japan, am 27. Januar 2006 in Europa, am 10. Februar 2006 im Vereinigten Königreich und am 23. Februar 2006 in Australien exklusiv für den Nintendo DS veröffentlicht wurde. Es ist der zweite Teil der Mario-&-Luigi-Reihe sowie der Nachfolger von Mario & Luigi: Super Star Saga und der Vorgänger von Mario & Luigi: Abenteuer Bowser.

## Handlung
Prinzessin Peach besucht mithilfe von Prof. I. Gidds neuer Zeitmaschine ihr jüngeres Ich. Als die Zeitmaschine wieder auftaucht, allerdings ohne die Prinzessin, machen sich Mario und Luigi auf die Suche nach ihr. Ein sogenannter Zeitstrudel taucht im Garten des Palastes auf, der Personen wieder in die Vergangenheit führt. Mario und Luigi verwenden ihn, um die Prinzessin zu retten. In der Vergangenheit angekommen, stellt sich heraus, dass Shroobs, giftpilzähnliche Aliens, das ganze Königreich tyrannisieren. Nach ein paar Turbulenzen treffen Mario und Luigi auf ihre jüngeren Versionen Baby Mario und Baby Luigi. Gemeinsam machen sie sich auf, die Shroobs zu vertreiben. Dies gestaltet sich schwierig, da Bowsers jüngeres Ich, Baby Bowser, und sein Handlanger, Kamek, wie die Brüder auch an die Kobaltsternsplitter, die die Helden für die Rückreise benötigen, kommen wollen. Auch die Anführerin der Shroobs, Prinzessin Shroob, macht es den Helden auf ihrer Reise nicht einfach. Zudem trifft Baby Bowser im Verlauf des Spiels auf sein erwachsenes Ich. Nachdem sich die Helden durch den Shroobpalast kämpften und oben ankamen, bemerken sie, dass Prinzessin Peach von einer Barriere umschlossen ist. Plötzlich taucht das Shroob-Mutterschiff auf und greift die Helden an, die es schließlich mithilfe eines UFOs zerstören. Daraufhin gehen sie zurück zu Peach und stellen fest, dass die Barriere verschwunden ist. Sie wollen fliehen, doch dazu kommt es nicht. Aus dem UFO, das in das Schloss krachte, kommt Prinzessin Shroob heraus. Nachdem Mario, Luigi und die Babys sie erfolgreich besiegt haben, wollen sie den Kobaltstern wieder zusammensetzen, da sich der letzte Splitter in Peach Besitz befand. Peach will dies verhindern, doch plötzlich kommt Baby Bowser und setzt den Kobaltstern wieder zusammen. Es tauchen Blitze auf und Baby Bowser wird in einen Pilz verwandelt. Peach erzählt den Helden, dass sie die ältere Schwester von Prinzessin Shroob im Kobaltstern eingesperrt hat. Anschließend ersteht diese auf und die Helden besiegen sie, woraufhin sie sich ebenfalls in einen Pilz verwandelt. Durch Zufall entdecken die Helden, als Baby Luigi auf dem Pilz (Baby Bowser) anfing zu weinen, dass Shroobs wehrlos gegen Baby-Tränen sind, wodurch sich der Pilz in Baby Bowser zurückverwandelt. Dies wird Professor I. Gidd mitgeteilt, woraufhin er den Flammschreck 08/21 mit der chemischen Zusammensetzung von Baby-Tränen füllt. Durch die Zeitstrudel verteilt er diese im ganzen Königreich. Als Mario, Luigi, die Babys und Peach mit der Zeitmaschine wieder in die Zukunft reisen (die Zeitmaschine wird nun von der Energie der Zeitstrudel angetrieben), werden sie gebührend empfangen. Sie entdecken Bowser, der bewusstlos am Boden liegt. Plötzlich kommt der alte Pilz aus Baby Luigis Tasche und wird von Bowser gefressen. So vereinen sich Bowser und die ältere Prinzessin Shroob. In einem Kampf, in dem der Spieler nur kontern kann, besiegen die Helden ihn. Am Ende müssen der jüngere Toadsworth und die Babys zurück in ihre Zeit reisen, um Komplikationen vorzubeugen.
Wenn man mit den Babys in der Kanalisation, die sich im Pilzpalast der Gegenwart befindet, in eine Röhre geht, kann man dort auf Krankfried treffen, bei dem man im Spiel sammelbare Bohnen gegen Orden eintauschen kann.

## Rezeption
Auf der Bewertungswebsite Metacritic hält Mario & Luigi: Zusammen durch die Zeit, basierend auf 45 Reviews, einen Metascore von 86/100 Punkten.
Das US-amerikanische Onlinemagazin IGN bewertete das Spiel mit 9 von insgesamt 10 möglichen Punkten und vergab die Marke „Amazing“. Gelobt wurde u. a. die verrückte Geschichte und witzigen Dialoge sowie die ausgefeilten Rätsel.